# Pseudospingus
Genre
Pseudospingus est un genre d'oiseaux Passeriformes de la famille des Thraupidae.

## Liste des espèces
Selon la classification de référence du Congrès ornithologique international (1 janvier 2024), il comporte deux espèces :
- Pseudospingus xanthophthalmus (Taczanowski, 1874) – Tangara aux yeux jaunes
- Pseudospingus verticalis (Lafresnaye, 1840) – Tangara à tête noire

## Classification
Le nom valide complet (avec auteur) de ce taxon est Pseudospingus Berlepsch & Sztolcman, 1896.